# Andromaque (Oper)
Andromaque ist eine Oper (Originalbezeichnung: „Tragédie lyrique“) in drei Akten des französischen Komponisten André-Ernest-Modeste Grétry. Das Libretto stammt von Louis-Guillaume Pitra und basiert auf der Tragödie Andromache von Jean Racine. Die Uraufführung fand am 6. Juni 1780 in der Pariser Oper statt. Das Werk wurde der Herzogin von Polignac gewidmet.

## Handlung
Die Handlung der Oper orientiert sich im Wesentlichen an der literarischen Vorlage, der im Jahr 1667 uraufgeführten Tragödie Andromache von Jean Racine. Vor dem Hintergrund der griechischen Mythologie um die Figuren Andromaque, Pyrrhus, Hermione, Orest und Phoenix kommt es zu tragischen, von Leidenschaft und starken Gefühlen geprägten, Beziehungen zwischen den handelnden Personen. Letztlich endet die Geschichte in einer Tragödie. Dabei kommt es zu tragischen Selbstmorden, Morden, Wahnsinnserscheinungen und tragischen Liebesbeziehungen. In der Oper wird das Werk gegenüber dem Werk von Racine von fünf auf drei Akte reduziert.

## Weitere Anmerkungen
Die Hauptrollen der Uraufführung am 6. Juni 1780 sangen Rosalie Levasseur (Andromaque), Joseph Legros (Pyrrhus), Henri Larrivée (Oreste) und Marie-Joséphine Laguerre oder Mlle Duplant (Hermione).
Mit der Oper Andromaque folgte der Komponist einem Trend seiner Zeit, indem er Themen aus der französischen Literatur mit antikem Handlungshintergrund aufnahm und vertonte. Christoph Willibald Gluck, der die Oper in jenen Jahren reformierte, hatte diesen Trend mit Werken wie Iphigénie en Aulide, Armide und Iphigénie en Tauride eingeleitet. Auch andere Komponisten folgten diesem Zeitgeist. Die Oper Andromaque konnte aber nicht an den Erfolg von Glucks Werken anknüpfen. Schon bei der Uraufführung stieß das Werk auf gemischte Resonanz. Unter anderem wurde die Vielzahl an Chorszenen und das als besonders tragisch empfundene Ende der Oper kritisiert. Das Werk fiel mehr oder weniger bei der Premiere durch. Daraufhin revidierte Grétry den dritten Akt, in dem er das Ende zu einem Happy End umgestaltete und die Grausamkeiten der Originalfassung abmilderte. Diese Version kam 1781 heraus und war etwas erfolgreicher, wenn auch nicht langlebiger. Ein Theaterbrand beendete bald die Aufführungen der Oper. Das Werk wurde später kaum noch aufgeführt und fand wenn überhaupt nur sehr selten den Weg auf einen Spielplan eines Opernhauses.

## Neuinszenierungen
Im Sommer 2010 wurde die Oper im Rahmen der Schwetzinger Festspiele in Zusammenarbeit mit der Opéra National de Montpellier, dem Theater Luzern und dem Staatstheater Nürnberg nach langer Zeit wieder auf die Bühne gebracht. Dabei wurde die erste Version der Oper (mit reduzierten Chören) aber dem tragischen Ende gespielt.

## Diskografie
Im Jahr 2010 kam es zu einer CD-Einspielung der Oper mit folgender Besetzung: Hervé Niquet (Dirigent), Karine Deshayes (Andromaque), Sébastien Guèze (Pyrrhus), Maria Riccarda Wesseling (Hermione), Tassis Christoyannis (Oreste), Chor und Orchester des Concert Spirituel und Sängern des Centre de musique baroque de Versailles (Doppel-CD).

## Digitalisate
- Partitur, Paris 1781. Digitalisat bei Gallica
- Libretto (französisch), Paris 1780. Digitalisat bei Gallica